# Coupe de France 2006/07
Het seizoen 2006/07 was het 90e seizoen van de Coupe de France in het voetbal. Het toernooi werd georganiseerd door de Franse voetbalbond.
Dit seizoen namen er 6581 clubs deel (58 meer dan de record deelname uit het seizoen 1992/93). De competitie ging in de zomer van 2006 van start en eindigde op 12 mei 2007 met de finale in het Stade de France in Saint-Denis. De finale werd gespeeld tussen FC Sochaux (voor de vijfde keer finalist) en recordfinalist Olympique Marseille (voor de achttiende keer finalist). FC Sochaux veroverde, 70 jaar na hun eerste bekerzege in 1937, voor de tweede keer de beker door Olympique Marseille na strafschoppen te verslaan.
Als bekerwinnaar nam FC Sochaux in het seizoen 2007/08 deel in de UEFA Cup.

## Uitslagen

### 1/32 finale
De 20 clubs van de Ligue 1 kwamen in deze ronde voor het eerst in actie. De wedstrijden werden op 5, 6 en 7 januari gespeeld.
 * = thuis; ** vier wedstrijden werden op neutraal terrein gespeeld.
| Winnaar                    | Uitslag      | Verliezer           |
| -------------------------- | ------------ | ------------------- |
| FC Sochaux                 | 3-1          | AS Saint-Étienne *  |
| Olympique Marseille        | 4-1 nv       | AS Cambrai **       |
| FC Montceau-Borgogne       | 2-1          | SC Feignies *       |
| FC Nantes *                | 1-0          | EA Guingamp         |
| Paris Saint-Germain *      | 3-0          | Olympique Nîmes     |
| Vannes OC *                | 3-0          | US Concarneau       |
| RC Lens                    | 3-3 ns (9-8) | AS Nancy *          |
| CS Sedan                   | 1-0          | SO Pont-de-Chéruy * |
| AS Monaco                  | 2-0          | US Quevilly *       |
| Olympique Lyon             | 2-1          | Aviron Bayonne *    |
| Girondins Bordeaux *       | 2-0          | SC Bastia           |
| Lille OSC                  | 2-0          | FC Metz *           |
| Valenciennes FC *          | 2-1          | SM Caen             |
| Montpellier HSC *          | 4-1          | FC Saint-Lô Manche  |
| Clermont Foot *            | 3-1          | USL Dunkerque       |
| FC Libourne-Saint-Seurin * | 4-2          | Troyes AC           |

| Winnaar                 | Uitslag      | Verliezer                |
| ----------------------- | ------------ | ------------------------ |
| AS Lyon-Duchère *       | 1-0          | ES Saint-Gratien         |
| Le Mans UC              | 3-0          | Keriolets Pluvigner **   |
| Garde Saint-Ivy Pontivy | 1-0 nv       | FC Vitré                 |
| Amiens SC *             | 3-0          | Grenoble Foot 38         |
| FC Gueugnon *           | 3-1          | CS Louhans-Cuiseaux      |
| FUSC Bois-Guillaume *   | 0-1 ***      | Voltigeurs Châteaubriant |
| US Orléans *            | 2-1          | AS Moulins               |
| Calais RUFC **          | 2-0          | FC Lorient               |
| Toulouse FC             | 1-1 ns (4-3) | SO Châtellerault *       |
| US Laon                 | 4-0          | US Palaiseau **          |
| Chamois Niort FC        | 2-2 ns (5-4) | AJ Auxerre *             |
| RC Strasbourg           | 2-1          | Gazélec FCO Ajaccio *    |
| SO Romorantin           | 3-1 nv       | Stade Rennes *           |
| OGC Nice                | 2-1 nv       | US Créteil-Lusitanos *   |
| Rodez AF *              | 3-1 nv       | Angoulême CFC            |
| JF Jarville *           | 1-0          | CSO Amnéville            |

### 1/16 finale
De wedstrijden werden op 19, 20 en 21 januari gespeeld.
 * = thuis; ** vijf wedstrijden werden op neutraal terrein gespeeld. 
| Winnaar               | Uitslag      | Verliezer                 |
| --------------------- | ------------ | ------------------------- |
| FC Sochaux *          | 2-1          | AS Lyon-Duchère           |
| Olympique Marseille   | 1-0 nv       | Le Mans UC *              |
| FC Montceau-Bourgogne | 2-0          | Garde Saint-Ivy Pontivy * |
| FC Nantes             | 3-1          | Amiens SC *               |
| Paris Saint-Germain * | 1-0          | FC Gueugnon               |
| Vannes OC             | 1-1 ns (6-5) | FUSC Bois-Guillaume **    |
| RC Lens               | 3-1          | US Orléans *              |
| CS Sedan              | 2-1          | Calais RUFC **            |

| Winnaar                  | Uitslag      | Verliezer        |
| ------------------------ | ------------ | ---------------- |
| AS Monaco *              | 2-0          | Toulouse FC      |
| Olympique Lyon           | 3-1          | US Laon **       |
| Girondins Bordeaux *     | 3-3 ns (5-4) | Chamois Niort FC |
| Lille OSC                | 3-2          | RC Strasbourg *  |
| Valenciennes FC          | 2-1          | SO Romorantin ** |
| Montpellier HSC *        | 1-1 ns (4-2) | OGC Nice         |
| Clermont Foot *          | 1-0          | Rodez AF         |
| FC Libourne-Saint-Seurin | 5-3 nv       | JF Jarville **   |

### 1/8 finale
De wedstrijden werden op 30 en 31 januari gespeeld.
 * = thuis; ** Montceau - Bordeaux in Gueugnon. 
| Winnaar                  | Uitslag      | Verliezer          |
| ------------------------ | ------------ | ------------------ |
| FC Sochaux *             | 2-0          | AS Monaco          |
| Olympique Marseille *    | 2-1          | Olympique Lyon     |
| FC Montceau-Bourgogne ** | 2-2 ns (5-4) | Girondins Bordeaux |
| FC Nantes *              | 1-0 nv       | Lille OSC          |

| Winnaar               | Uitslag | Verliezer                  |
| --------------------- | ------- | -------------------------- |
| Paris Saint-Germain * | 1-0     | Valenciennes FC            |
| Vannes OC             | 2-0 nv  | Montpellier HSC *          |
| RC Lens               | 4-1     | Clermont Foot *            |
| CS Sedan              | 2-1     | FC Libourne-Saint-Seurin * |

### Kwartfinale
De wedstrijden werden op 27 en 28 februari gespeeld.
 * = thuis; ** Montceau - Lens in Gueugnon. 
| Winnaar                  | Uitslag      | Verliezer           |
| ------------------------ | ------------ | ------------------- |
| FC Sochaux *             | 2-1          | Paris Saint-Germain |
| Olympique Marseille *    | 5-0          | Vannes OC           |
| FC Montceau-Bourgogne ** | 1-0          | RC Lens             |
| FC Nantes                | 1-1 ns (6-5) | CS Sedan *          |

### Halve finale
De wedstrijden werden op 17 (Nantes - Marseille) en 20 april (Montceau - Sochaux) gespeeld.
 * = thuis; ** Montceau - Sochaux in Gueugnon. 
| Winnaar             | Uitslag | Verliezer                |
| ------------------- | ------- | ------------------------ |
| FC Sochaux          | 2-0 nv  | FC Montceau-Bourgogne ** |
| Olympique Marseille | 3-0     | FC Nantes *              |

### Finale
De wedstrijd werd op 12 mei 2007 gespeeld in het Stade de France in Saint-Denis voor 79.797 toeschouwers. De wedstrijd stond onder leiding van scheidsrechter Éric Poulat.
| Winnaar                                                                                 | Uitslag      | Finalist                                                                       |
| --------------------------------------------------------------------------------------- | ------------ | ------------------------------------------------------------------------------ |
| FC Sochaux                                                                              | 2-2 ns (5-4) | Olympique Marseille                                                            |
| Moumouni Dagano 67' Anthony Le Tallec 116'                                              |              | 5' Djibril Cissé 98' Djibril Cissé                                             |
| Karim Ziani Valter Birsa Anthony Le Tallec Jérôme Leroy Jérémie Bréchet Philippe Brunel |              | Taye Taiwo Toifilou Maoulida Lorik Cana Djibril Cissé Samir Nasri Ronald Zubar |

1917/18 · 1918/19 · 1919/20 · 1920/21 · 1921/22 · 1922/23 · 1923/24 · 1924/25 · 1925/26 · 1926/27 · 1927/28 · 1928/29 · 1929/30 · 1930/31 · 1931/32 · 1932/33 · 1933/34 · 1934/35 · 1935/36 · 1936/37 · 1937/38 · 1938/39 · 1939/40 · 1940/41 · 1941/42 · 1942/43 · 1943/44 · 1944/45 · 1945/46 · 1946/47 · 1947/48 · 1948/49 · 1949/50 · 1950/51 · 1951/52 · 1952/53 · 1953/54 · 1954/55 · 1955/56 · 1956/57 · 1957/58 · 1958/59 · 1959/60 · 1960/61 · 1961/62 · 1962/63 · 1963/64 · 1964/65 · 1965/66 · 1966/67 · 1967/68 · 1968/69 · 1969/70 · 1970/71 · 1971/72 · 1972/73 · 1973/74 · 1974/75 · 1975/76 · 1976/77 · 1977/78 · 1978/79 · 1979/80 · 1980/81 · 1981/82 · 1982/83 · 1983/84 · 1984/85 · 1985/86 · 1986/87 · 1987/88 · 1988/89 · 1989/90 · 1990/91 · 1991/92 · 1992/93 · 1993/94 · 1994/95 · 1995/96 · 1996/97 · 1997/98 · 1998/99 · 1999/00 · 2000/01 · 2001/02 · 2002/03 · 2003/04 · 2004/05 · 2005/06 · 2006/07 · 2007/08 · 2008/09 · 2009/10 · 2010/11 · 2011/12 · 2012/13 · 2013/14 · 2014/15 · 2015/16 · 2016/17 · 2017/18 · 2018/19 · 2019/20 · 2020/21 · 
2021/22 · 2022/23 · 2023/24 · 2024/25 ·